# Love Is Bigger Than Anything in Its Way
Love Is Bigger Than Anything in Its Way is een nummer van de Ierse rockband U2 uit 2018. Het is de vierde en laatste single van hun veertiende studioalbum Songs of Experience.
Volgens Bono is de boodschap van het nummer dat liefde helpt om persoonlijke moeilijkheden te overwinnen. Andrew Taggart van The Chainsmokers bespeelt de keyboard op het nummer. "Love is Bigger Than Anything in Its Way" wist, op de Tipparade in Wallonië na, nergens de hitlijsten te bereiken. Wel werd het in sommige Europese landen, waaronder Frankrijk, een klein radiohitje.
Er zijn meerdere remixen van het nummer gemaakt, onder andere door het Amerikaanse dj-trio Cheat Codes en de Amerikaanse zanger Beck.